# Jollas puntalara
Jollas puntalara is een spinnensoort in de taxonomische indeling van de springspinnen (Salticidae).
Het dier behoort tot het geslacht Jollas. De wetenschappelijke naam van de soort werd voor het eerst geldig gepubliceerd in 1991 door María Elena Galiano.